# Ajmonecatsee
Der Ajmonecatsee ist ein kleiner und runder See mit einem Durchmesser von 255 m auf Deception Island im Archipel der Südlichen Shetlandinseln. Er entstand durch vulkanische Aktivität zwischen 1967 und 1969 und liegt 250 m nordöstlich der Stancomb Cove.
Das Comitato per i nomi geografici antartici (deutsch italienisches Komitee für antarktische geographischer Namen) benannte ihn nach dem Fregattenkapitän Giovanni Ajmone Cat (1934–2007), der mit seiner Feluke San Giuseppe II zwei Antarktisexpeditionen (1969–1971 und 1973–1974) unternahm und dabei 1969 nach der Vulkaneruption auch Deception Island besuchte.